# 麥法誠
麥法誠，CBE，JP（英語：Ian Francis Cluny Macpherson，1929年10月6日—2016年4月14日），香港前交通事務處處長、前工商署助理署長（1966-1969）、前立法局議員。父親約翰·麥克弗森爵士曾任尼日利亞總督；妻子為香港消費者委員會的首任總幹事張綠萍，藝人張國榮為其小舅。

## 背景
麥法誠在1948年畢業於蘇格蘭愛丁堡的Loretto School，1952年於牛津大學墨頓學院取得歷史系榮譽碩士學位。1962年赴香港，展开其公务员生涯，歷任署理新界民政署署長、署理新界政務司、行政及環境處處長、交通事務處處長、工商署助理署長、運輸科運輸司等崗位，1984年曾短暫擔任立法局議員，后担任香港科技大学筹委会秘书长及创校后首任副校长。2016年4月14日因病離世。

## 外部連結
- . Webb-site Who's Who.   [2018-10-07]. （原始内容存档于2021-04-16） （英语）.
- . 立法會.   [2018-10-07]. （原始内容存档于2020-11-05） （中文（香港））.